# Terremoto de Guadalupe de 1843
El terremoto de Guadalupe de 1843 ocurrió a las 10:37 hora local el 8 de febrero de 1843 en la isla de Guadalupe en las Antillas Menores. Tuvo una magnitud estimada de 8,5, lo que lo convirtió en el terremoto registrado más fuerte del Caribe y una intensidad máxima percibida de agitación de IX en la escala de intensidad de Mercalli. El terremoto se sintió ampliamente en todo el Caribe y tan lejos como Nueva York. Murieron entre 1.500 y 5.000 personas.

## Entorno tectónico
Las Antillas Menores son un arco isleño formado por encima del límite de subdución de la placa norteamericana bajo  la placa del Caribe a una velocidad de aproximadamente 2 centímetros por año. Los terremotos históricos en esta región incluyen grandes terremotos de megaempuje, como los de 1839 y 1843, y terremotos intraplaca más pequeños dentro del arco mismo, asociados con la convergencia oblicua en el límite de la placa.

## Terremoto
La magnitud del terremoto fue calculada en el rango de 7,5 a 8,0 por Bernard & Lambert en 1988. Esto fue revaluado en 2011 por Feuillet y otros, dando una magnitud de 8,5. El trabajo posterior de Hough en 2013, teniendo en cuenta los informes del terremoto de los Estados Unidos, apoyó una magnitud de al menos 8,5 para este evento.

## Daños
En Guadalupe, Pointe-à-Pitre sufrió un daño severo con unas 900 casas destruidas de las 1.222 que existían antes del terremoto. El terremoto fue seguido por incendios que causaron una mayor destrucción.
La isla de Antigua también se vio gravemente afectada, donde hubo cuarenta muertes. En Montserrat, se reportaron seis víctimas.